# 国鉄T13形コンテナ
国鉄T13形コンテナ（こくてつT13がたコンテナ）は、日本国有鉄道（国鉄）が1967年（昭和42年）に製造した、鉄道輸送用12 ftタンクコンテナである。

## 概要
1967年（昭和42年）度に鉱物油専用クレーン取り扱い可能タンクコンテナとして東急車輛製造にて12個が製作された。タンク体は、マンホール部を含むすべての箇所が断熱材で覆われており、蒸気加熱菅を内部に装備した。また円形断面のタンク外形は、タンクコンテナで最大であった。荷役方式は、タンク上部の液入口からの上入れ、鏡板下部の液出弁を用いた下出し方式である。寸法関係は全長3,240 mm、全幅2,300 mm、全高2,300 mm、荷重5 t、自重2.1 t、容積5.3 m3である。
1985年（昭和60年）度に形式消滅した。